# シャルロッテ・マリー・フォン・ザクセン＝イェーナ

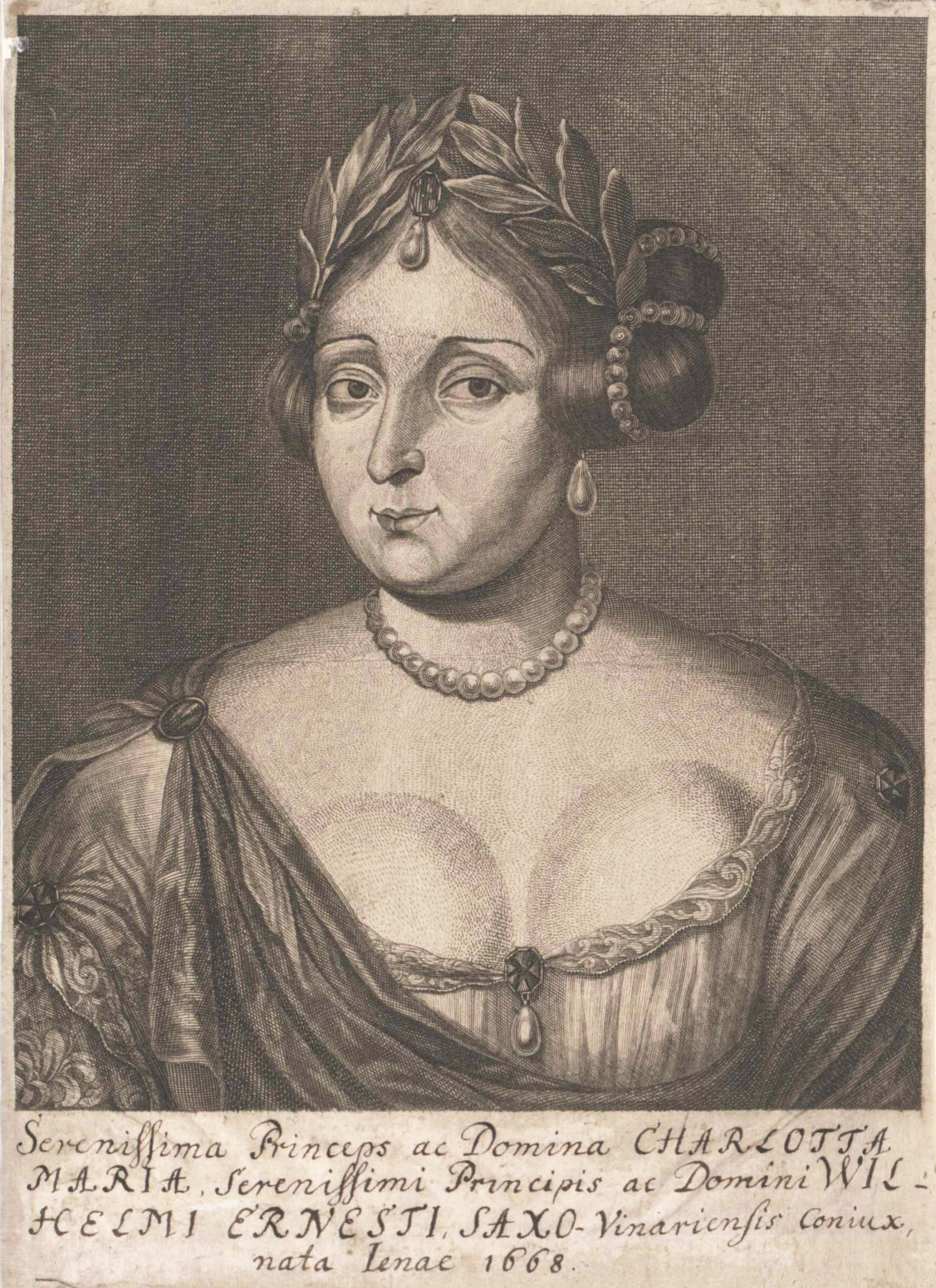
シャルロッテ・マリー、1689年の版画

シャルロッテ・マリー・フォン・ザクセン＝イェーナ（Prinzessin Charlotte Marie von Sachsen-Jena, 1669年12月20日 - 1703年1月6日）は、ドイツ・テューリンゲン地方の小諸侯ザクセン＝イェーナ家の公女で、同族のザクセン＝ヴァイマル公家に嫁した。

## 生涯
ザクセン＝イェーナ公ベルンハルトと妻のマリー＝シャルロット・ド・ラ・トレモイユの間に生まれ、1683年11月2日アイゼナハで従兄のザクセン＝ヴァイマル公ヴィルヘルム・エルンストと結婚。シャルロッテが父から相続した遺産から捻出できた花嫁持参金は、財政状況が苦しく非常に少額になったため、新郎側とのトラブルに発展した。結果としてシャルロッテは自身の経済的保障を得るための婚姻契約の締結を諦めざるを得なかった。
シャルロッテは大変な美人で教養溢れる女性だったが、性格が軽薄で無思慮だと言われていた。夫の公爵との間に子ができず、やがて夫婦は頻繁に口論するようになった。シャルロッテはついに夫君の許可なく出奔したため、公家宮廷は公爵夫人を指名手配書を使って探し出す有様となった。シャルロッテはヴァイマルで逮捕・拘留された。この騒動の後、夫妻は1690年に離婚した。
シャルロッテはイェーナの弟ヨハン・ヴィルヘルムの宮廷に舞い戻るが、弟がまもなく天然痘に罹患して15歳で急死すると、家領は前夫を含む一族に分割され、相続権のない彼女は城を追い出された。金もなく債権者に追われるシャルロッテは途方に暮れたが、ザクセン＝ゴータ＝アルテンブルク公フリードリヒ1世が寛大にも保護を申し出てくれた。シャルロッテが母親から相続したポルステンドルフ荘園は前夫との間で所有権をめぐって係争状態となっていたが、皇帝レオポルト1世が自ら調停者を買って出て、荘園の所有権が無事シャルロッテに帰するよう裁定を下してくれた。シャルロッテは1694年、この荘園をザクセン＝アイゼナハ公家の枢密顧問官・宮内長官であったゲオルク・ルートヴィヒ・フォン・ヴルム（1643年 - 1721年）に3万2000マイセン・グルデンで売却し、負債を清算することができた。
シャルロッテはゴータ宮廷から支給された年金で暮らした。前夫及びザクセン＝ヴァイマル公家とは引き続き泥沼の訴訟が続いた。ザクセン＝イェーナ公家最後の成員として34歳で亡くなり、ヴァイマル市街教会に埋葬された。

## 引用
1. ↑  F.C. Zenker: Historisch-topographisches Taschenbuch von Jena und seiner Umgebung, Jena, Friedrich Frommann-Verlag, 1836